# Gouvernement Michel I
Pour les articles homonymes, voir Gouvernement Michel.
Royaume de Belgique
Di Rupo Michel II
Le gouvernement Michel I est le gouvernement fédéral du royaume de Belgique entre le 11 octobre 2014 et le 9 décembre 2018, durant la 54e législature de la Chambre des représentants.
Dirigé par le libéral francophone Charles Michel, il succède au gouvernement du socialiste francophone Elio Di Rupo. Il rassemble une « coalition suédoise » entre les libéraux francophones, et les nationalistes, les chrétiens-démocrates et les libéraux flamands, soit une majorité de 85 représentants sur 150. Il est remplacé de facto par gouvernement Michel II, dont l'existence a été actée par le départ de la N-VA.

## Historique du mandat
Dirigé par le nouveau Premier ministre Charles Michel, ce gouvernement est constitué et soutenu par une coalition de droite et centre droit entre le Mouvement réformateur (MR), l'Alliance néo-flamande (NVA), les Chrétiens-démocrates & flamands (CD&V) et l'Open Libéraux et démocrates flamands (Open VLD). Ensemble, ils disposent de 85 représentants sur 150, soit 56,7 % des sièges de la Chambre des représentants, et 33 sénateurs sur 60, soit 55 % des sièges du Sénat.
Il est formé à la suite des élections fédérales du 25 mai 2014.
Il succède donc au gouvernement du socialiste Elio Di Rupo. Le Parti socialiste (PS) est ainsi relégué dans l’opposition après 26 ans de présence ininterrompue au gouvernement fédéral.
La coalition qui forme le gouvernement est inédite dans la mesure où elle est la première à intégrer au niveau fédéral des nationalistes flamands (N-VA), et à n'intégrer qu'un seul parti francophone (MR). Quelques mois auparavant, la N-VA, l'Open VLD et le CD&V avaient déjà conclu une alliance de ce type pour former le gouvernement flamand.
Les médias belges donnent à la majorité de Charles Michel le surnom de « coalition suédoise », puisqu'elle rassemble des partis dont la couleur est le bleu (le MR et l'Open VLD) et le jaune (N-VA). Le CD&V, parti démocrate-chrétien, est lui symbolisé par la croix du drapeau. Elle a également été baptisée « coalition kamikaze », puisque le Mouvement réformateur, qui dispose seulement d'un tiers des députés de langue française, y représente seul les francophones (obtenant ainsi la moitié des postes ministériels) contre trois partis néerlandophones, qui reçoivent la totalité des secrétariats d'État. Charles Michel est pour sa part le premier Premier ministre libéral francophone depuis Paul-Émile Janson, en 1937.
L'une des mesures phares de l'exécutif fédéral est la réforme fiscale, ou tax shift, visant entre autres à réduire le coût du travail. Elle prend effet le 1er janvier 2016.
L'exécutif décide également de retarder l'âge de la retraite. Il passera ainsi de 65 ans à 66 ans en 2025 et de 66 ans à 67 ans en 2030 dans le but de financer le coût futur des pensions. Cette mesure, fortement critiquée par les syndicats, provoque de nombreuses grèves et manifestations.
À la suite des attentats du 22 mars 2016 à Bruxelles, le ministre de l'Intérieur Jan Jambon et le ministre de la Justice Koen Geens ont présenté leurs démissions. Elles sont refusées par le Premier ministre.
Une baisse de l'impôt sur les sociétés est entreprise. Le taux maximal passe de 33 % à 29 % à partir du 1er janvier 2018 et passera à 25 % en 2020.
D'autres mesures prises par le gouvernement sont l'achat de F-35 en remplacement des F-16 de l'armée belge, l'abandon de l'énergie nucléaire pour 2025, la sortie de l'IVG du code pénal et le lancement d'un pacte d'investissement public, en coopération avec le secteur privé.
Le Premier ministre prend acte le 8 décembre 2018 de la rupture de sa coalition, à cinq mois des élections législatives fédérales, du fait du départ de la NV-A de la majorité, qui s'oppose à la signature du « pacte de Marrakech » sur les migrations promu par l'ONU. Il précise que leurs fonctions ministérielles seront assumées par les secrétaires d'État issus des autres partis et le gouvernement Michel II est de facto mis en place le lendemain.

## Composition

### Initiale (11 octobre 2014)
| Fonction | Titulaire | Titulaire | Titulaire               | Parti    |
| --- | --------- | --------- | ----------------------- | -------- |
| Premier ministre |           |           | Charles Michel          | MR       |
| Vice-Premier ministre Ministre de l'Emploi, de l'Économie et des Consommateurs (Chargé du Commerce extérieur)                                                           |           |           | Kris Peeters            | CD&V     |
| Vice-Premier ministre Ministre de la Sécurité et de l'Intérieur (Chargé des Grandes villes et de la Régie des Bâtiments)                                                |           |           | Jan Jambon              | N-VA     |
| Vice-Premier ministre Ministre de la Coopération au développement, de l'Agenda numérique, des Télécommunications et de la Poste                                         |           |           | Alexander De Croo       | Open VLD |
| Vice-Premier ministre Ministre des Affaires étrangères et européennes (Chargé de Beliris et des Institutions culturelles fédérales)                                     |           |           | Didier Reynders         | MR       |
| Ministre du Budget (Chargé de Loterie nationale) |           |           | Hervé Jamar             | MR       |
| Ministre de la Justice |           |           | Koen Geens              | CD&V     |
| Ministre des Affaires sociales et de la Santé publique |           |           | Maggie De Block         | Open VLD |
| Ministre des Pensions |           |           | Daniel Bacquelaine      | MR       |
| Ministre des Finances |           |           | Johan Van Overtveldt    | N-VA     |
| Ministre des Classes moyennes, des Indépendants, des PME, de l'Agriculture et de l'Intégration sociale                                                                  |           |           | Willy Borsus            | MR       |
| Ministre de l'Énergie, de l'Environnement et du Développement durable                                                                                                   |           |           | Marie-Christine Marghem | MCC      |
| Ministre de la Défense (Chargé de la Fonction publique) |           |           | Steven Vandeput         | N-VA     |
| Ministre de la Mobilité (Chargée de Belgocontrol et de la SNCB) |           |           | Jacqueline Galant       | MR       |
| Secrétaire d'État au Commerce extérieur |           |           | Pieter De Crem          | CD&V     |
| Secrétaire d'État à la Lutte contre la fraude sociale, à la Protection de la vie privée et à la Mer du Nord                                                             |           |           | Bart Tommelein          | Open VLD |
| Secrétaire d'État à la Lutte contre la pauvreté, à l'Égalité des chances, aux Personnes handicapées, à la Lutte contre la fraude fiscale et à la Politique scientifique |           |           | Elke Sleurs             | N-VA     |
| Secrétaire d'État à l'Asile et à la Migration (Chargé de la Simplification administrative)                                                                              |           |           | Theo Francken           | N-VA     |

### Remaniement du 27 mai 2015
- Les nouveaux membres sont indiqués en gras, ceux ayant changé d'attributions en italique.

| Fonction | Titulaire                                | Titulaire | Titulaire                               | Parti    |
| --- | ---------------------------------------- | --------- | --------------------------------------- | -------- |
| Premier ministre |                                          |           | Charles Michel                          | MR       |
| Vice-Premier ministre Ministre de l'Emploi, de l'Économie et des Consommateurs (Chargé du Commerce extérieur)                                                   |                                          |           | Kris Peeters                            | CD&V     |
| Vice-Premier ministre Ministre de la Sécurité et de l'Intérieur (Chargé de la Régie des Bâtiments)                                                              |                                          |           | Jan Jambon                              | N-VA     |
| Vice-Premier ministre Ministre de la Coopération au développement, de l'Agenda numérique, des Télécommunications et de la Poste                                 |                                          |           | Alexander De Croo                       | Open VLD |
| Vice-Premier ministre Ministre des Affaires étrangères et européennes (Chargé de Beliris et des Institutions culturelles fédérales)                             |                                          |           | Didier Reynders                         | MR       |
| Ministre du Budget (Chargé de Loterie nationale) |                                          |           | Hervé Jamar (jusqu'au 22/09/2015)       | MR       |
| Ministre du Budget (Chargé de Loterie nationale) | Sophie Wilmès                            |           |                                         | MR       |
| Ministre de la Justice |                                          |           | Koen Geens                              | CD&V     |
| Ministre des Affaires sociales et de la Santé publique |                                          |           | Maggie De Block                         | Open VLD |
| Ministre des Pensions |                                          |           | Daniel Bacquelaine                      | MR       |
| Ministre des Finances (Chargé de la Lutte contre la fraude fiscale)                                                                                             |                                          |           | Johan Van Overtveldt                    | N-VA     |
| Ministre des Classes moyennes, des Indépendants, des PME, de l'Agriculture et de l'Intégration sociale                                                          |                                          |           | Willy Borsus (jusqu'au 28/07/2017)      | MR       |
| Ministre des Classes moyennes, des Indépendants, des PME, de l'Agriculture et de l'Intégration sociale                                                          | Denis Ducarme                            |           |                                         | MR       |
| Ministre de l'Énergie, de l'Environnement et du Développement durable                                                                                           |                                          |           | Marie-Christine Marghem                 | MCC      |
| Ministre de la Défense (Chargé de la Fonction publique) |                                          |           | Steven Vandeput (jusqu'au 12/11/2018)   | N-VA     |
| Ministre de la Défense (Chargé de la Fonction publique) | Sander Loones                            |           |                                         | N-VA     |
| Ministre de la Mobilité (Chargée de Belgocontrol et de la SNCB)                                                                                                 |                                          |           | Jacqueline Galant (jusqu'au 15/04/2016) | MR       |
| Ministre de la Mobilité (Chargée de Belgocontrol et de la SNCB)                                                                                                 | François Bellot (à partir du 18/04/2016) |           |                                         | MR       |
| Secrétaire d'État au Commerce extérieur |                                          |           | Pieter De Crem                          | CD&V     |
| Secrétaire d'État à la Lutte contre la fraude sociale, à la Protection de la vie privée et à la Mer du Nord                                                     |                                          |           | Bart Tommelein (jusqu'au 02/05/2016)    | Open VLD |
| Secrétaire d'État à la Lutte contre la fraude sociale, à la Protection de la vie privée et à la Mer du Nord                                                     | Philippe De Backer                       |           |                                         | Open VLD |
| Secrétaire d'État à la Lutte contre la pauvreté, à l'Égalité des chances, aux Personnes handicapées et à la Politique scientifique (Chargée des Grandes villes) |                                          |           | Elke Sleurs (jusqu'au 24/02/2017)       | N-VA     |
| Secrétaire d'État à la Lutte contre la pauvreté, à l'Égalité des chances, aux Personnes handicapées et à la Politique scientifique (Chargée des Grandes villes) | Zuhal Demir                              |           |                                         | N-VA     |
| Secrétaire d'État à l'Asile et à la Migration (Chargé de la Simplification administrative)                                                                      |                                          |           | Theo Francken                           | N-VA     |